# Namio Harukawa
Namio Harukawa (春川ナミオ Harukawa Namio?, 1947 – 24 de abril de 2020) fue el seudónimo del artista fetichista japonés conocido por sus trabajos mostrando escenas de dominación femenina ("femdom"), siendo la asfixia erótica mediante facesitting uno de los temas frecuentes en sus ilustraciones.

## Biografía
Harukawa nació en 1947  en la prefectura de Osaka, Japón.  Como estudiante de secundaria, contribuyó con su trabajo artístico en Kitan Club [ja], una revista pulp de posguerra que publicó obras de arte y prosa sadomasoquista.  Desarrolló una carrera como artista fetichista en las décadas de 1960 y 1970,  tomando el seudónimo Namio Harukawa: formado a partir de un anagrama de Naomi, una referencia a la novela homónima de Jun'ichirō Tanizaki, y la actriz Masumi Harukawa.  Aunque trabajó en revistas pornográficas durante la mayor parte de su carrera, su trabajo recibió un reconocimiento más amplio y una aclamación crítica a partir de la década de 2000.  Su arte ha recibido elogios de Oniroku Dan, Shūji Terayama y Madonna, y comparaciones favorables a las obras de Robert Crumb.   
Su obra de arte típicamente presenta a mujeres con senos, caderas, piernas y glúteos grandes que dominan y humillan a hombres más pequeños, generalmente a través del facesitting u otras formas de asfixia erótica. El bondage y los muebles humanos se representan con frecuencia en su arte.[cita requerida]
Kyonyū Katsuai, un libro de dos volúmenes de las obras de Harukawa, ha sido publicado en Japón.  La editorial francesa United Dead Artists [fr] ha publicado dos volúmenes de obras de Harukawa: Callipyge en 2009, el primer libro de obras de Harukawa publicado fuera de Japón, y Maxi Cula en 2012. Las obras de Harukawa se exhibieron en el Museo de Erotismo de París en 2013,  su primera exposición individual fuera de Japón.  La exposición contó con 71 obras de Harukawa, 59 de las cuales fueron de su serie Garden of Domina . El Increíble Arte Femdom de Namio Harukawa, una antología de las obras de Harukawa, fue publicado por Kawade Shobō Shinsha en 2019.
Harukawa murió el 24 de abril de 2020.  Su muerte fue confirmada en una publicación de blog por Yuko Kitagawa, el dueño de una compañía de producción de videos que fue un socio de Harukawa desde hace mucho tiempo.

## Obras
- Harukawa, Namio. Jardín de Domina: una historia ilustrada. Pottoshuppan, 2012.
- Harukawa, Namio. El increíble arte de dominación femenina de Namio Harukawa. Kawade Shobō Shinsha, 2019.